# Pièces brèves (Fauré)
Pour les articles homonymes, voir Pièces brèves.

Les Pièces brèves op. 84 sont un cycle de huit pièces pour piano de Gabriel Fauré composées entre 1869 et 1902 et dédiées à Mme Jean Léonard-Koechlin. L'œuvre a été en partie créée par Ricardo Viñes le 18 avril 1903 à la Société nationale.

## Structure
1. Capriccio (en mi bémol majeur): Proche d'un impromptu (1899)
2. Fantaisie (en la bémol majeur): Dans la veine d'une romance sans parole de Mendelssohn (1902)
3. Fugue (en la mineur): À quatre voix (1869)
4. Adagietto (en mi mineur): Sur un ton de marche funèbre (1902)
5. Improvisation (en ut dièse mineur) (1901)
6. Fugue (en mi mineur) (1869)
7. Allégresse (en ut majeur) (1902)
8. Nocturne (en ré bémol majeur) (1902)

## Transcriptions
L'Adagietto a été transcrit pour orgue par Charles Quef (éditions Hamelle)